# Qendër Tepelenë
Qendër Tepelenë è una frazione del comune di Tepelenë in Albania (prefettura di Argirocastro).
Fino alla riforma amministrativa del 2015 era comune autonomo, dopo la riforma è stato accorpato, insieme agli ex-comuni di Kurvelesh, Tepelenë e Lopës a costituire la municipalità di Tepelenë.